# Liste der Bischöfe von Trivento
Die folgenden Personen waren Bischöfe des Bistums Trivento (Italien):
- Heiliger Casto di Larino (290–304)
- Ferdinand aus Mailand (390)
- Costanzo (487–?)
- Respetto (494–?)
- Lorenz (495–?)
- Siracusio (496–?)
- Savino (498–?)
- Propinquo (501–?)
- Grigo (743–?)
- Valeriano (768–?)
- Paolo (826–?)
- Crescenzio (853–?)
- Dominikus Trive oder Trivensis (861–887)
- Leo (946–947)
- Gaydulfo oder Lindulf (1001–1015)
- Alferio (1084–1119)
- Johannes (1160–?)
- Rao (1176)
- Ponzio (1189)
- Tommaso (1226–1237)
- Riccardo (1240)
- Nicola (1256)
- Odorico (1265)
- Luca (8. Juli 1266 – 1290)
- Pace (1266–?)
- Giacomo I. (1290–1315)
- F. Natibene (1326–1344)
- Giordano Curti (1344–1348)
- Pietro Dell’Aquila (1348–1356)
- F. Guglielmo M. Farinerio (1356–1368)
- Francesco De Ruberto (1370–1379)
- Ruggiero De Carcasiis (1379–1387)
- Pietro Ferillo (1387–1409)
- Giacomo II. (1409)
- Giovanni (1431–1433)
- Giacomo De Terziis (1447?)(1455?)
- Tommaso Carafa (1472)
- Leonardo Corbera (1499–1505)
- Manfredo Camofilo (1506)
- Tommaso Caracciolo (1523–1531)
- Matteo Grifonio (1527–1567)
- Giulio Cesare Mariconda (1582)
- Pietro Bisnetti (1607–1621)
- Girolamo Costanzo (1623–1629)
- Martín de León Cárdenas, O.S.A. (1630–1631) (auch Bischof von Pozzuoli)
- Carlo Scaglia (1633–1644)
- Giovanni Capaccio (1647–1649)
- Giovanni De La Cruz (1652–1653)
- Giovanni Battista Ferrucci (1655–1660)
- Vincenzo Lanfranchi (1660–1665)
- Ambrosio Piccolomini (1666)
- Diego Butsamanne (1679–1684)
- F. Antonius Tortorelli (1684–1715)
- Alfonso Mariconda (1717–1735)
- Fortunato Palumbo (1736–1752)
- Giuseppe Carafa Spinola (1754–1756), 1756 bis 1785 Bischof von Mileto
- Giuseppe Pitocco (1757–1771)
- Gioacchino Paglione (1772–1791)
- Luca Nicola De Luca (1792–1819)
- Bernardino Avolio (1819–1821)
- Giovanni De Simone (1822–1826)
- Michele Arcangelo Del Forno (1827–1830)
- Antonio Perchiacca (1832–1836)
- Benedetto Terenzio (1837–1854)
- Luigi Agazio (1854–1887)
- Daniele Tempesta (1887–1891)
- Giulio Vaccaro (1892–1897)
- Carlo Pietropaoli (1897–1913)
- Antonio Lega (1914–1921)
- Geremia Pascucci (1923–1926)
- Attilio Adinolfi (1928–1931)
- Giovanni Giorgis (1932–1937)
- Epimenio Giannico (1937–1957)
- Pio Augusto Crivellari, O.F.M. (1958–1966)
- Enzio d’Antonio (1975–1977)
- Antonio Valentini (1978–1984)
- Antonio Santucci (1985–2005)
- Domenico Angelo Scotti (2005–2017)
- Claudio Palumbo (2017–2024, dann Bischof von Termoli-Larino)
- Camillo Cibotti (seit 2025) (gleichzeitig Vereinigung mit dem Bistum Isernia-Venafro in persona episcopi)